# 拉克利亞岩
62°39′02.5″S 60°22′49″W / 62.650694°S 60.38028°W
拉克利亞岩（Raquelia Rocks），是南極洲的岩石，它位於南設得蘭群島的利文斯頓島，處於赫斯佩里得斯角西南面0.82公里和巴列斯特爾角西北面0.83公里的南灣東部，現時由南極條約體系管理。